# Albert Cashier
Albert D. J. Cashier (25 décembre 1843 - 10 octobre 1915), né Jennie Irene Hodgers, est un militaire d'origine irlandaise qui a servi dans l'armée de l'Union pendant la guerre de Sécession sous une identité masculine, qu'il a conservée jusqu'à sa mort.
Il est devenu célèbre comme l'une des nombreuses femmes soldats qui ont servi comme hommes pendant la guerre civile, bien que la période sous laquelle il a vécu sous une identité masculine ait incité certains chercheurs contemporains à suggérer qu'il s'agissait d'un homme trans,,,.

## Biographie

### Jeunesse
Cashier est évasif sur sa jeunesse et son arrivée aux États-Unis ; les récits disponibles à ce sujet sont souvent contradictoires. Selon une enquête menée par l'administrateur de la succession de Cashier, Albert Cashier est né Jennie Hodgers à Clogherhead, dans le comté de Louth, en Irlande, le 25 décembre 1843. Ses parents sont Sallie et Patrick Hodgers. Ce serait son oncle ou son beau-père qui lui aurait fait revêtir des vêtements masculins afin de trouver du travail dans une usine de chaussures. Hodgers aurait adopté l'identité d'Albert Cashier afin de vivre de manière indépendante. Sallie Hodgers, la mère de Cashier, est décédée avant 1862, date à laquelle son enfant avait voyagé comme passager clandestin à Belvidere, dans l'Illinois, et travaille comme ouvrier agricole pour un certain Avery,.

### Engagement

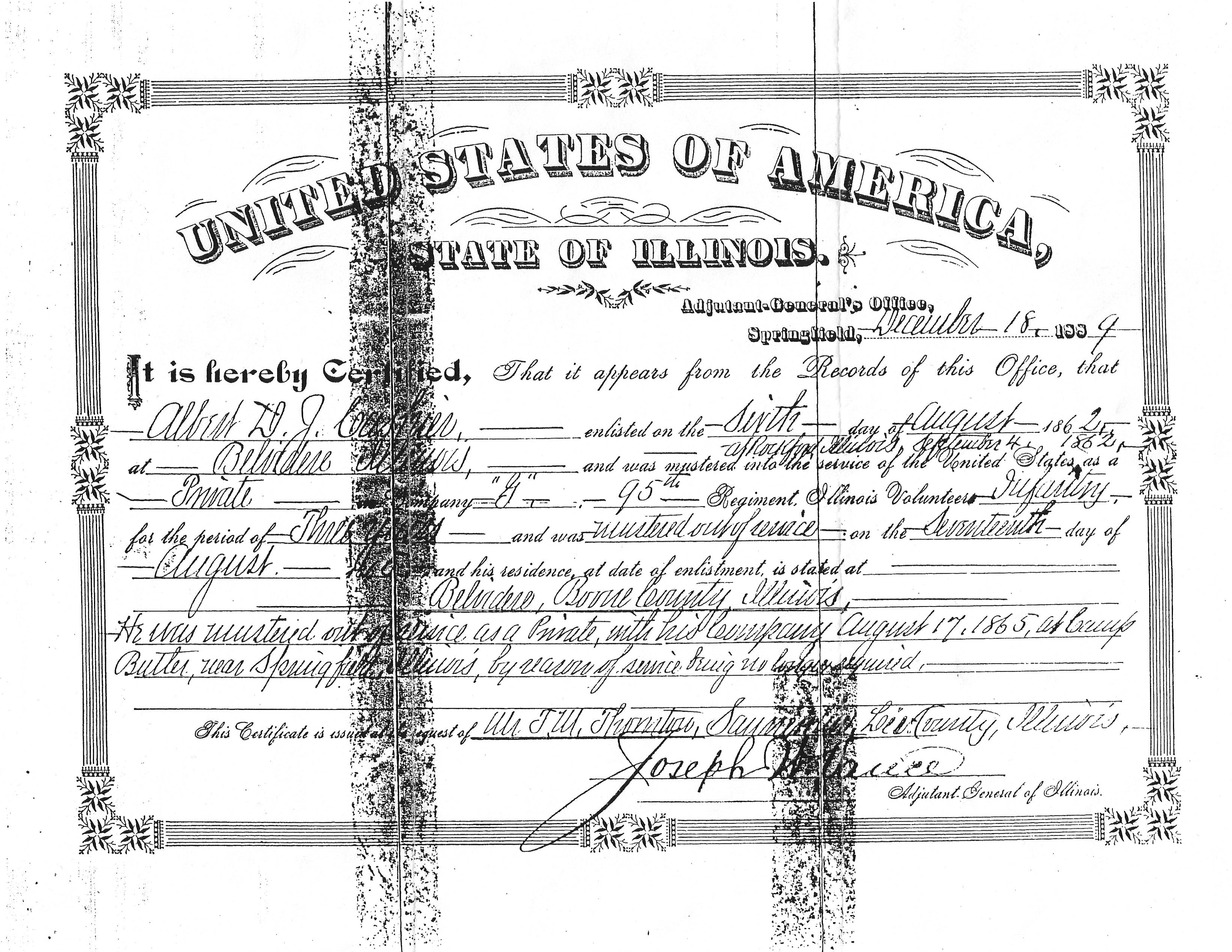
Document des états de service d'Albert Cashier.

Cashier s'engage dans l'armée en juillet 1862 après l'appel à la mobilisation de Lincoln. Le 6 août 1862, il s'engage à dix-huit ans dans le 95th Illinois Infantry pour une durée de trois ans, sous le nom d'Albert DJ Cashier, affecté à la Compagnie G. ,,. Cashier est alors décrit comme âgé de dix-neuf ans et de petite taille.
Cashier prend le train avec d'autres militaires de Belvidere jusqu'à Rockford, où de lourdes pertes ont rendu nécessaire l'envoi de renfort. Il est affecté à Camp Fuller. Son régiment est envoyé par bateau et train en direction des bastions confédérés de Columbus, Kentucky et Jackson, dans le Tennessee, puis à Grand Junction où il est incorporé à l'armée du Tennessee, sous le commandement du général Ulysses S. Grant.

### Guerre de Sécession
Le régiment de Cashier combat dans environ quarante batailles, dont le siège de Vicksburg. Au cours de cette campagne, Cashier est capturé pendant qu'il réalise une reconnaissance, mais il réussit à s'échapper. En juin 1863, toujours pendant le siège, Cashier entre à l'hopital militaire à la suite d'une diarrhée chronique.
Au printemps 1864, le régiment participe à la campagne de la Red River sous le commandement du général Nathaniel Banks et, en juin 1864, à la bataille de Brice's Crossroads à Guntown, Mississippi, où il subit de lourdes pertes,.
Après une période de récupération et de regroupement à la suite de la débâcle de Brice's Crossroads, le 95e régiment participe lors de l'hiver 1864 à la campagne Franklin-Nashville, aux batailles de Spring Hill et Franklin, à la défense de Nashville, et la poursuite du général Hood.
Pendant la guerre, le régiment parcourt environ 9 000 milles. Cashier combat au sein du régiment pendant la guerre, avant d'être libéré du service comme tous les autres soldats le 17 août 1865.
Cashier est l'un des 250 soldats assignés femmes à la naissance qui se sont enrôlés en tant qu'hommes pour combattre pendant la guerre de Sécession,.

### Après la guerre

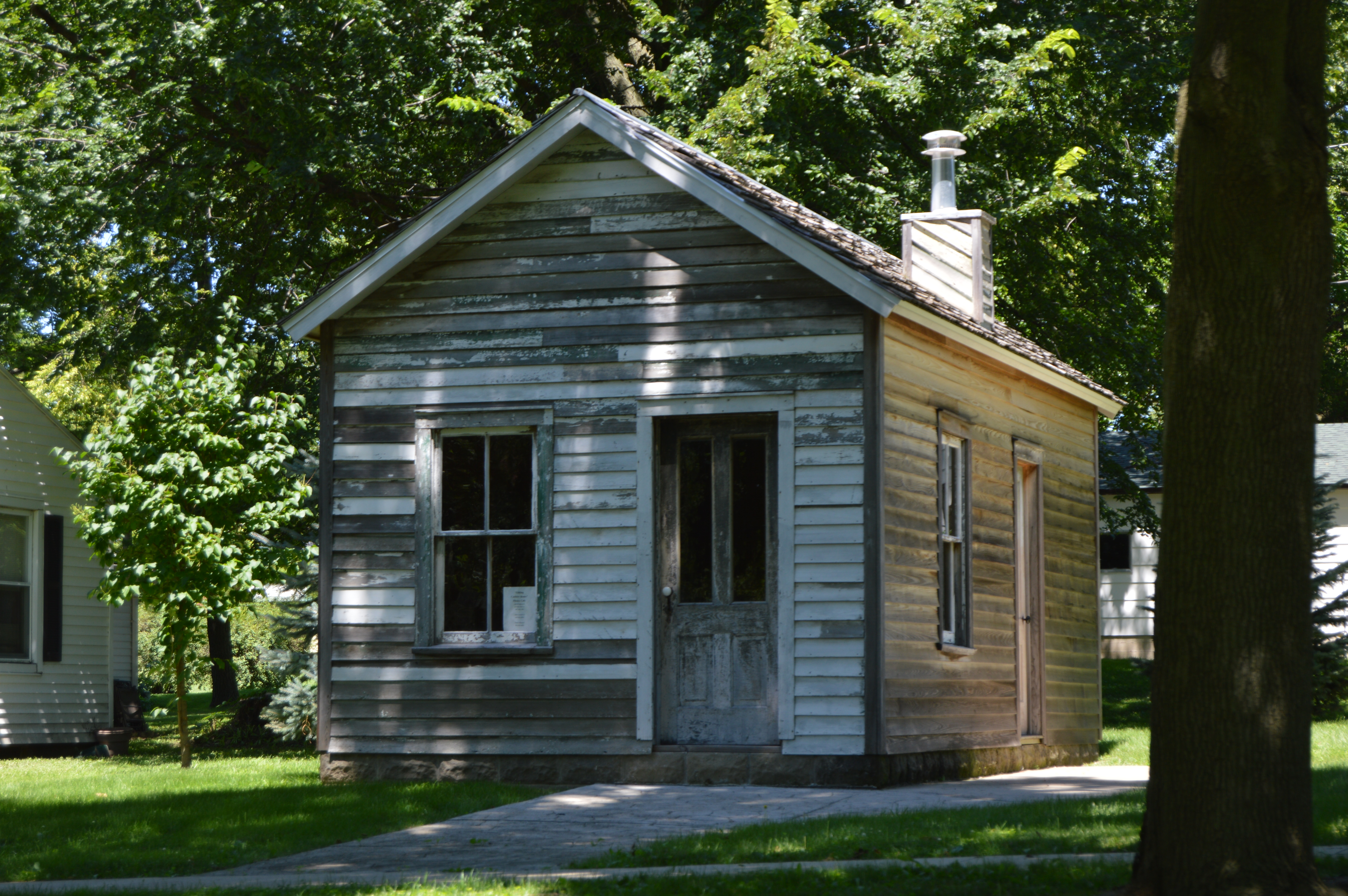
Résidence d'après-guerre de Cashier, depuis déménagé à Saunemin

Après la guerre, Cashier retourne à Belvidere, dans l'Illinois pendant un certain temps, travaillant pour Samuel Pepper et continuant à vivre sous l'identité d'un homme,. S'installant à Saunemin, Illinois en 1869, il travaille comme ouvrier agricole et effectue des petits boulots. Il vit avec son employeur Joshua Chesbro et sa famille en échange de travail, et dort pendant un certain temps dans le magasin Cording Hardware toujours en échange de son travail. En 1885, la famille Chesbro fait construire une petite maison pour lui. Pendant plus de quarante ans, Cashier vit à Saunemin où il est concierge d'église, employé de cimetière et allumeur de réverbères. Vivre comme un homme a permis à Cashier de voter aux élections et de réclamer plus tard une pension d'ancien combattant sous le même nom. Sa pension lui est versée à partir de 1907.
Plus tard, ses voisins découvrent le sexe de Cashier lorsque celui-ci tombe malade, mais ne révèlent pas publiquement leur découverte.
En 1911, Cashier, qui travaille pour le sénateur d'État Ira Lish, est frappé par la voiture du sénateur, lui cassant la jambe. Un médecin découvre son identité féminine, sans non plus le révéler publiquement. N'étant plus en mesure de travailler, Cashier se retrouve dans un foyer pour soldats et marins à Quincy, dans l'Illinois, le 5 mai 1911. De nombreux amis et compagnons d'armes du 95e régiment lui rendent visite. Il y vit jusqu'à ce que ses capacités mentales se dégradent ; il est alors transféré au Watertown State Hospital for the Insane en mars 1914. Son sexe de naissance est découvert par le personnel, et il est alors imposé à Cashier de porter à nouveau des vêtements féminins. En 1914, il fait l'objet d'une enquête pour fraude par la commission des pensions des anciens combattants. D'anciens camarades de régiment confirment cependant qu'il s'agit bien de la personne qui a combattu à leurs côtés pendant la guerre civile, et le conseil décide finalement en février 1915 de poursuivre les versements jusqu'à sa mort.

### Mort
Albert Cashier meurt le 10 octobre 1915 et est enterré en uniforme. Sa pierre tombale porte l'inscription « Albert DJ Cashier, Co. G, 95 Ill. Inf. »  Il est enterré avec tous les honneurs militaires.
Neuf ans plus tard, son exécuteur testamentaire retrouve son identité de naissance féminine, Jennie Hodgers. Sa succession qui s'élève à 282 $ (après paiement des frais funéraires) est versée au trésor du comté d'Adams, Illinois. Dans les années 1970, une deuxième pierre tombale, portant les deux noms, est placée près de la première au cimetière de Sunny Slope à Saunemin, dans l'Illinois.
Le nom de Cashier est inscrit sur le mur du mémorial de l'Illinois au parc militaire national de Vicksburg .

## Héritage
Des auteurs, tels que Michael Bronski, James Cromwell, Kirstin Cronn-Mills (en) et Nicholas Teich ont suggéré que Cashier était un homme trans car il avait vécu en tant qu'homme pendant au moins 53 ans,, ,.